# Мені Мюріел Дові
Мені Мюріел Дові (Ménie Muriel Dowie (Norman), Мені Мюріел Доуї; * 15 липня 1867, Ліверпуль, Англія — † 25 березня 1945, Тусон, Аризона, США) — англійська письменниця шотландського походження, мандрівниця.
Дочка купця, онучка шотландського письменника та видавця Роберта Чемберса (Robert Chambers). Отримала освіту в Ліверпулі, Штуттґарті та Франції. Крім рідної, володіла німецькою та французькою мовами.

## Подорож на Гуцульщину
У молоді роки багато подорожувала. Зокрема, влітку 1890 року сама, без супутників, протягом 10 тижнів перетнула верхи на коні всю Гуцульщину та Покуття (з причин, можливо, пов'язаних зі здоров'ям). Мандрівниця пройшла по Чорногорі, відвідала Коломию, Делятин, Косів, Космач, Жаб'є (Верховина), Львів. При спілкуванні з місцевим населенням викликала здивування та справжній фурор через нетиповість та загадковість образу одинокої молодої мандрівниці у шотландському вбранні.
Повернувшись до Британії, зробила в геоґрафічній секції Британської королівської асоціації (Royal British Association) доповідь про свою подорож, і прочитала серію лекцій-розповідей на цю тему в цілій Західній Європі. Відтак опублікувала свій репортаж під назвою «In Ruthenia» («На Руси») . Після цього часопис «The Gentlewoman» нагородив її почесною оливковою гілкою (нагорода для жінок, які відзначилися у мистецтві та науці), а йоркширська «Post» прийняла її своїм кореспондентом з платнею 12 фунтів стерлінгів .
Враження від подорожі на Гуцульщину мандрівниця також описала у своєму літературному дебюті, книзі «Дівчина в Карпатах» («A Girl in the Karpathians»), опублікованій 1891 року у видавництві «G. Philip & Son». Книга була проілюстрована рисунками, виконаними сестрою авторки на основі подорожніх ескізів Мюріел Дові. «Дівчина в Карпатах» витримала кілька видань, три з них — ще першого року видання (1891).

### Резонанс в Україні
Українська письменниця Софія Андрухович присвятила Мені Мюріел Дові свій нарис "Franz Ferdinand" [Архівовано 13 грудня 2016 у Wayback Machine.] (2016).

## Літературна діяльність і журналістика
Писала статті на тему рівноправності жінок для лондонської газети «The Daily Chronicle», співвидавцем якої був її тодішній чоловік Генрі Норман.
У 1895 вийшов її перший роман «Ґаля». У ньому Мюріел звернулася до питання стосунків між чоловіком і жінкою. Роман викликав великий резонанс через описи сексуальних стосунків і закріпив за Мюріел імідж феміністки. Згодом вона написала ще два романи, після чого припинила літературну діяльність і зайнялася підприємництвом.

## Особисте життя
У 1891 році Мені Мюріел Дові одружилася з журналістом і письменником-мандрівником Генрі Норманом (Henry Norman, 1858-1939). Мюріел та Генрі спільно подорожували (Єгипет, Балкани тощо) та займалися літературною діяльністю, у 1897 році у них народився син Генрі Найджел (Henry Nigel St Valery Norman), майбутній військовий льотчик. У 1903 році, після скандалу, коли Генрі звинуватив Мюріел у подружній зраді з альпіністом Едвардом Фітцджеральдом (Edward Fitzgerald; перший підкорювач Аконкагуа, 1897), подружжя розлучилося. Наприкінці 1903 Мюріель одружилася з Фітцджеральдом. Цей шлюб був бездітним.
Мюріел перестала займатися літературною творчістю, але продовжувала багато подорожувати. Декілька років провела в Індії. Придбавши ферму в Англії, зайнялася розведенням великої рогатої худоби й овець, яких експортувала до Момбаси (Кенія).
Мюріел і Фітцжеральд († 1931) розлучилися 1928 року.
Маючи сумнів у перемозі Британії у війні з німцями, 1941 року вона виїхала до США і на Батьківщину вже не повернулася. У травні 1943 року пережила смерть свого єдиного сина баронета Найджела Нормана, який загинув у авіаційній катастрофі як офіцер британських ВПС.

## Твори (книги)
- «Дівчина в Карпатах» (A Girl in the Karpathians, подорожні нотатки), 1891.
- «Ґаля» (Gallia, роман), 1895 [Архівовано 1 жовтня 2016 у Wayback Machine.].
- «Вигин гілки» (The Crook of the Bough; сатиричний роман про становище жінок в Османській імперії), 1898.
- «Кохання і його маска» (Love and His Mask; роман про англо-бурську війну), 1901.

## Переклади українською
- Мені Мюреіл Дові. Дівчина в Карпатах. Переклад з англійської Надії Марчук. - Львів: «Апріорі», 2020.

## Лінки
- Електронна копія книги «Дівчина в Карпатах» // "Чтиво" [Архівовано 19 січня 2013 у Wayback Machine.].
- Електронна копія книги «Дівчина в Карпатах»[недоступне посилання з червня 2019] pdf
- Menie Muriel Dowie // The Peerage. Person Page – 3016. [Архівовано 30 травня 2017 у Wayback Machine.]